# AEGON International 2012 - Qualificazioni singolare maschile
Le qualificazioni del singolare maschile dell'AEGON International 2012 sono state un torneo di tennis preliminare per accedere alla fase finale della manifestazione. I vincitori dell'ultimo turno sono entrati di diritto nel tabellone principale. In caso di ritiro di uno o più giocatori aventi diritto a questi sono subentrati i lucky loser, ossia i giocatori che hanno perso nell'ultimo turno ma che avevano una classifica più alta rispetto agli altri partecipanti che avevano comunque perso nel turno finale.

## Giocatori

### Teste di serie
1. Matthew Ebden (qualificato)
2. Marinko Matosevic (qualificato)
3. Tobias Kamke (secondo turno)
4. Lukáš Rosol (ultimo turno)

1. Daniel Brands (primo turno)
2. Vasek Pospisil (qualificato)
3. Matthias Bachinger (secondo turno)
4. Victor Hănescu (secondo turno)

### Qualificati
1. Matthew Ebden
2. Marinko Matosevic

1. Paul-Henri Mathieu
2. Vasek Pospisil

### Tabellone

#### Sezione 1
|  | Primo turno       | Primo turno          | Primo turno          | Primo turno | Primo turno |  |  | Secondo turno  | Secondo turno  | Secondo turno  | Secondo turno  | Secondo turno |    |    | Ultimo turno | Ultimo turno  | Ultimo turno | Ultimo turno | Ultimo turno |  |
|  |                   |                      |                      |             |             |  |  |                |                |                |                |               |    |    |              |               |              |              |              |  |
|  | 1                 | Matthew Ebden        | Matthew Ebden        | 6           | 6           |  |  |                |                |                |                |               |    |    |              |               |              |              |              |  |
|  |                   | Aleksandr Kudrjavcev | Aleksandr Kudrjavcev | 2           | 3           |  |  | 1              | Matthew Ebden  | Matthew Ebden  | 6              | 6             |    |    |              |               |              |              |              |  |
|  | Michail Elgin     | Michail Elgin        | 6                    | 6           | 6           |  |  |                | Michail Elgin  | Michail Elgin  | 3              | 2             |    |    |              |               |              |              |              |  |
|  | Marco Trungelliti | Marco Trungelliti    | 4                    | 78          | 3           |  |  |                |                |                |                |               |    |    | 1            | Matthew Ebden | 6            | 67           | 7            |  |
|  |                   | Joshua Goodall       | 7                    | 3           | 6           |  |  |                |                |                | Joshua Goodall | 3             | 79 | 64 |              |               |              |              |              |  |
|  | WC                | Edward Corrie        | 65                   | 6           | 3           |  |  | Joshua Goodall | Joshua Goodall | Joshua Goodall | 6              | 7             |    |    |              |               |              |              |              |  |
|  |                   | Oliver Golding       | 0                    | 6           | 7           |  |  | Oliver Golding | Oliver Golding | Oliver Golding | 2              | 64            |    |    |              |               |              |              |              |  |
|  | 5                 | Daniel Brands        | 6                    | 4           | 5           |  |  |                |                |                |                |               |    |    |              |               |              |              |              |  |

#### Sezione 2
|  | Primo turno      | Primo turno        | Primo turno        | Primo turno | Primo turno |  |  | Secondo turno | Secondo turno      | Secondo turno      | Secondo turno   | Secondo turno   |   |   | Ultimo turno | Ultimo turno      | Ultimo turno      | Ultimo turno | Ultimo turno |  |
|  |                  |                    |                    |             |             |  |  |               |                    |                    |                 |                 |   |   |              |                   |                   |              |              |  |
|  | 2                | Marinko Matosevic  | 7                  | 0           | 7           |  |  |               |                    |                    |                 |                 |   |   |              |                   |                   |              |              |  |
|  |                  | Greg Jones         | 65                 | 6           | 5           |  |  | 2             | Marinko Matosevic  | 3                  | 7               | 6               |   |   |              |                   |                   |              |              |  |
|  | Stéphane Bohli   | Stéphane Bohli     | Stéphane Bohli     | 2           | 4           |  |  |               | Illja Marčenko     | 6                  | 65              | 4               |   |   |              |                   |                   |              |              |  |
|  | Illja Marčenko   | Illja Marčenko     | Illja Marčenko     | 6           | 6           |  |  |               |                    |                    |                 |                 |   |   | 2            | Marinko Matosevic | Marinko Matosevic | 6            | 6            |  |
|  | Daniel Smethurst | Daniel Smethurst   | Daniel Smethurst   | 3           | 4           |  |  |               |                    |                    | Robert Kendrick | Robert Kendrick | 3 | 2 |              |                   |                   |              |              |  |
|  | Robert Kendrick  | Robert Kendrick    | Robert Kendrick    | 6           | 6           |  |  |               | Robert Kendrick    | Robert Kendrick    | 6               | 7               |   |   |              |                   |                   |              |              |  |
|  |                  | Ilija Bozoljac     | Ilija Bozoljac     | 3           | 1           |  |  | 7             | Matthias Bachinger | Matthias Bachinger | 2               | 5               |   |   |              |                   |                   |              |              |  |
|  | 7                | Matthias Bachinger | Matthias Bachinger | 6           | 6           |  |  |               |                    |                    |                 |                 |   |   |              |                   |                   |              |              |  |

#### Sezione 3
|  | Primo turno        | Primo turno        | Primo turno        | Primo turno | Primo turno |  |  | Secondo turno | Secondo turno      | Secondo turno      | Secondo turno | Secondo turno |   |   | Ultimo turno       | Ultimo turno       | Ultimo turno       | Ultimo turno | Ultimo turno |  |
|  |                    |                    |                    |             |             |  |  |               |                    |                    |               |               |   |   |                    |                    |                    |              |              |  |
|  | 3                  | Tobias Kamke       | Tobias Kamke       | 6           | 6           |  |  |               |                    |                    |               |               |   |   |                    |                    |                    |              |              |  |
|  | WC                 | Lewis Burton       | Lewis Burton       | 2           | 2           |  |  | 3             | Tobias Kamke       | Tobias Kamke       | 1             | 4             |   |   |                    |                    |                    |              |              |  |
|  | Frederik Nielsen   | Frederik Nielsen   | 2                  | 7           | 4           |  |  |               | Paul-Henri Mathieu | Paul-Henri Mathieu | 6             | 6             |   |   |                    |                    |                    |              |              |  |
|  | Paul-Henri Mathieu | Paul-Henri Mathieu | 6                  | 63          | 6           |  |  |               |                    |                    |               |               |   |   | Paul-Henri Mathieu | Paul-Henri Mathieu | Paul-Henri Mathieu | 6            | 6            |  |
|  | John Millman       | John Millman       | 2                  | 7           | 6           |  |  |               |                    | John Millman       | John Millman  | John Millman  | 3 | 2 |                    |                    |                    |              |              |  |
|  | Farruch Dustov     | Farruch Dustov     | 6                  | 65          | 3           |  |  |               | John Millman       | 6                  | 62            | 6             |   |   |                    |                    |                    |              |              |  |
|  |                    | Richard Bloomfield | Richard Bloomfield | 4           | 5           |  |  | 8             | Victor Hănescu     | 4                  | 7             | 0             |   |   |                    |                    |                    |              |              |  |
|  | 8                  | Victor Hănescu     | Victor Hănescu     | 6           | 7           |  |  |               |                    |                    |               |               |   |   |                    |                    |                    |              |              |  |

#### Sezione 4
|  | Primo turno       | Primo turno         | Primo turno         | Primo turno | Primo turno |  |  | Secondo turno | Secondo turno     | Secondo turno     | Secondo turno  | Secondo turno  |   |   | Ultimo turno | Ultimo turno | Ultimo turno | Ultimo turno | Ultimo turno |  |
|  |                   |                     |                     |             |             |  |  |               |                   |                   |                |                |   |   |              |              |              |              |              |  |
|  | 4                 | Lukáš Rosol         | Lukáš Rosol         | 6           | 6           |  |  |               |                   |                   |                |                |   |   |              |              |              |              |              |  |
|  |                   | Evgenij Kirillov    | Evgenij Kirillov    | 2           | 2           |  |  | 4             | Lukáš Rosol       | Lukáš Rosol       | 6              | 6              |   |   |              |              |              |              |              |  |
|  | WC                | Jonny O'Mara        | Jonny O'Mara        | 5           | 4           |  |  |               | Denis Macukevič   | Denis Macukevič   | 4              | 4              |   |   |              |              |              |              |              |  |
|  |                   | Denis Macukevič     | Denis Macukevič     | 7           | 6           |  |  |               |                   |                   |                |                |   |   | 4            | Lukáš Rosol  | Lukáš Rosol  | 4            | 63           |  |
|  | Nicolás Pastor    | Nicolás Pastor      | Nicolás Pastor      | 3           | 2           |  |  |               |                   | 6                 | Vasek Pospisil | Vasek Pospisil | 6 | 7 |              |              |              |              |              |  |
|  | Michał Przysiężny | Michał Przysiężny   | Michał Przysiężny   | 6           | 6           |  |  |               | Michał Przysiężny | Michał Przysiężny | 2              | 2              |   |   |              |              |              |              |              |  |
|  | WC                | Joshua Ward-Hibbert | Joshua Ward-Hibbert | 1           | 4           |  |  | 6             | Vasek Pospisil    | Vasek Pospisil    | 6              | 6              |   |   |              |              |              |              |              |  |
|  | 6                 | Vasek Pospisil      | Vasek Pospisil      | 6           | 6           |  |  |               |                   |                   |                |                |   |   |              |              |              |              |              |  |